# Liste der britischen Meister im Schach

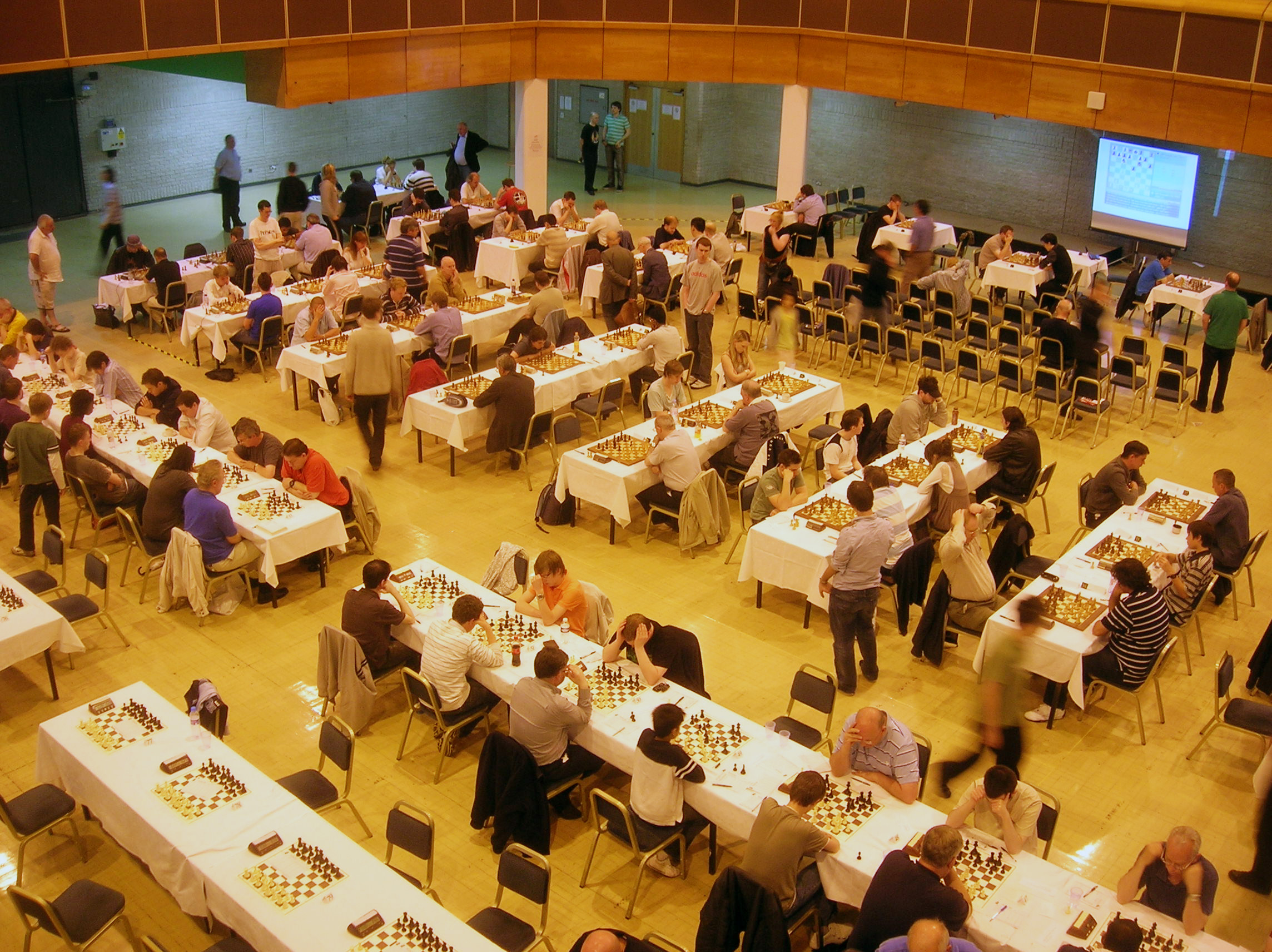
British Chess Championship, Torquay 2009

Liste der britischen Meister im Schach seit 1904:
| Jahr    | Ort                 | Herren                        | Damen                                          |
| ------- | ------------------- | ----------------------------- | ---------------------------------------------- |
| 1904    | Hastings            | William Ewart Napier          | Kate Belinda Finn                              |
| 1905    | Southport           | Henry Ernest Atkins           | Kate Belinda Finn                              |
| 1906    | Shrewsbury          | Henry Ernest Atkins           | Frances Herring                                |
| 1907    | Crystal Palace      | Henry Ernest Atkins           | Frances Herring                                |
| 1908    | Tunbridge Wells     | Henry Ernest Atkins           | Grace Curling                                  |
| 1909    | Scarborough         | Henry Ernest Atkins           | Gertrude Alison Anderson                       |
| 1910    | Oxford              | Henry Ernest Atkins           | Mary Mills Houlding                            |
| 1911    | Glasgow             | Henry Ernest Atkins           | Mary Mills Houlding                            |
| 1912    | Richmond            | Richard C Griffith            | Gertrude Alison Anderson                       |
| 1913    | Cheltenham          | Fred Dewhirst Yates           | Amabel Nevill Gwyn Moseley                     |
| 1914    | Chester             | Fred Dewhirst Yates           | Mary Mills Houlding                            |
| 1915–18 | –                   | nicht ausgetragen             | nicht ausgetragen                              |
| 1919    | Hastings            | nicht ausgetragen             | Edith M Holloway                               |
| 1920    | Edinburgh           | Roland Henry Vaughan Scott    | Agnes Stevenson                                |
| 1921    | Malvern             | Fred Dewhirst Yates           | Gertrude Alison Anderson                       |
| 1922    | London              | nicht ausgetragen             | Edith Charlotte Price                          |
| 1923    | Southsea            | George Alan Thomas            | Edith Charlotte Price                          |
| 1924    | Southport           | Henry Ernest Atkins           | Edith Charlotte Price                          |
| 1925    | Stratford-upon-Avon | Henry Ernest Atkins           | Agnes Stevenson                                |
| 1926    | Edinburgh           | Fred Dewhirst Yates           | Agnes Stevenson                                |
| 1927    | London              | nicht ausgetragen             | nicht ausgetragen                              |
| 1928    | Tenby               | Fred Dewhirst Yates           | Edith Charlotte Price                          |
| 1929    | Ramsgate            | Mir Sultan Khan               | Mary Dinorah Gilchrist                         |
| 1930    | Scarborough         | nicht ausgetragen             | Agnes Stevenson                                |
| 1931    | Worcester           | Fred Dewhirst Yates           | Edith Mary Ann Michell Amy E Wheelwright       |
| 1932    | London              | Mir Sultan Khan               | Edith Mary Ann Michell                         |
| 1933    | Hastings            | Mir Sultan Khan               | Miss Fatima                                    |
| 1934    | Chester             | George Alan Thomas            | Mary Dinorah Gilchrist                         |
| 1935    | Yarmouth            | William Winter                | Edith Mary Ann Michell                         |
| 1936    | Bournemouth         | William Winter                | Edith M Holloway                               |
| 1937    | Blackpool           | William Fairhurst             | Rowena Mary Dew                                |
| 1938    | Brighton            | Conel Hugh O’Donel Alexander  | Minnie Musgrave                                |
| 1939    | Bournemouth         | nicht ausgetragen             | Elaine Saunders                                |
| 1940–45 | –                   | nicht ausgetragen             | nicht ausgetragen                              |
| 1946    | Nottingham          | Robert F Combe                | Elaine Saunders                                |
| 1947    | Harrogate           | Harry Golombek                | Eileen Betsy Tranmer                           |
| 1948    | London              | Reginald J Broadbent          | Edith Charlotte Price                          |
| 1949    | Felixstowe          | Harry Golombek                | Eileen Betsy Tranmer                           |
| 1950    | Buxton              | Reginald J Broadbent          | Rowena Mary Bruce                              |
| 1951    | Swansea             | Ernst L Klein                 | Rowena Mary Bruce                              |
| 1952    | Chester             | Robert Graham Wade            | nicht ausgetragen                              |
| 1953    | Hastings            | Daniel Abraham Yanofsky       | Eileen Betsy Tranmer                           |
| 1954    | Nottingham          | Leonard Barden Alan Phillips  | Rowena Mary Bruce                              |
| 1955    | Aberystwyth         | Harry Golombek                | Joan Doulton, Rowena Mary Bruce                |
| 1956    | Blackpool           | Conel Hugh O’Donel Alexander  | Elaine Pritchard                               |
| 1957    | Plymouth            | Stefan Fazekas                | (Patricia) Anne Sunnucks                       |
| 1958    | Leamington          | Jonathan Penrose              | (Patricia) Anne Sunnucks                       |
| 1959    | York                | Jonathan Penrose              | Rowena Mary Bruce                              |
| 1960    | Leicester           | Jonathan Penrose              | Rowena Mary Bruce                              |
| 1961    | Aberystwyth         | Jonathan Penrose              | Eileen Betsy Tranmer                           |
| 1962    | Whitby              | Jonathan Penrose              | Rowena Mary Bruce                              |
| 1963    | Bath                | Jonathan Penrose              | Rowena Mary Bruce                              |
| 1964    | Whitby              | Michael J Haygarth            | (Patricia) Anne Sunnucks                       |
| 1965    | Hastings            | Peter N Lee                   | Elaine Pritchard                               |
| 1966    | Sunderland          | Jonathan Penrose              | Margaret Eileen Elizabeth Clarke Gillian Moore |
| 1967    | Oxford              | Jonathan Penrose              | Rowena Mary Bruce Dinah Dobson                 |
| 1968    | Bristol             | Jonathan Penrose              | Dinah Dobson                                   |
| 1969    | Rhyl                | Jonathan Penrose              | Rowena Mary Bruce Dinah Dobson                 |
| 1970    | Coventry            | Robert Graham Wade            | Jana Hartston                                  |
| 1971    | Blackpool           | Raymond Keene                 | Jana Hartston                                  |
| 1972    | Brighton            | Brian Eley                    | Jana Hartston                                  |
| 1973    | Eastbourne          | William Hartston              | Jana Hartston                                  |
| 1974    | Clacton-on-Sea      | George S Botterill            | Jana Hartston                                  |
| 1975    | Morecambe           | William Hartston              | Sheila Jackson                                 |
| 1976    | Portsmouth          | Jonathan Mestel               | Jana Hartston                                  |
| 1977    | Brighton            | George S Botterill            | Jana Hartston                                  |
| 1978    | Ayr                 | Jonathan Speelman             | Sheila Jackson                                 |
| 1979    | Chester             | Robert Bellin                 | Jana Hartston                                  |
| 1980    | Brighton            | John Nunn                     | Sheila Jackson                                 |
| 1981    | Morecambe           | Paul Littlewood               | Sheila Jackson                                 |
| 1982    | Torquay             | Tony Miles                    | Jane Garwell                                   |
| 1983    | Southport           | Jonathan Mestel               | Rani Hamid Helen Milligan                      |
| 1984    | Brighton            | Nigel Short                   | Bhagyashree Sathe Vasanti Unni                 |
| 1985    | Edinburgh           | Jonathan Speelman             | Rani Hamid                                     |
| 1986    | Southampton         | Jonathan Speelman             | Susan Arkell                                   |
| 1987    | Swansea             | Nigel Short                   | Cathy Forbes                                   |
| 1988    | Blackpool           | Jonathan Mestel               | Cathy Forbes                                   |
| 1989    | Plymouth            | Michael Adams                 | Rani Hamid                                     |
| 1990    | Eastbourne          | James Plaskett                | Susan Arkell                                   |
| 1991    | Eastbourne          | Julian Hodgson                | Susan Arkell                                   |
| 1992    | Plymouth            | Julian Hodgson                | Susan Arkell                                   |
| 1993    | Dundee              | Michael Hennigan              | Saheli Dhar                                    |
| 1994    | Norwich             | William N. Watson             | Cathy Forbes                                   |
| 1995    | Swansea             | Matthew Sadler                | Harriet Hunt                                   |
| 1996    | Nottingham          | Chris Ward                    | Harriet Hunt                                   |
| 1997    | Hove                | Michael Adams Matthew Sadler  | Harriet Hunt                                   |
| 1998    | Torquay             | Nigel Short                   | Susan Lalič                                    |
| 1999    | Scarborough         | Julian Hodgson                | Harriet Hunt                                   |
| 2000    | Street              | Julian Hodgson                | K. Humpy                                       |
| 2001    | Scarborough         | Joseph Gallagher              | Melanie Buckley                                |
| 2002    | Torquay             | Ramachandran Ramesh           | K. Humpy                                       |
| 2003    | Edinburgh           | Abhijit Kunte                 | Ketewan Arachamia-Grant                        |
| 2004    | Scarborough         | Jonathan Rowson               | Ketewan Arachamia-Grant                        |
| 2005    | Douglas             | Jonathan Rowson               | nicht ausgetragen                              |
| 2006    | Swansea             | Jonathan Rowson               | Ketewan Arachamia-Grant                        |
| 2007    | Great Yarmouth      | Jacob Aagaard                 | Ketewan Arachamia-Grant                        |
| 2008    | Liverpool           | Stuart Conquest               | Jovanka Houska                                 |
| 2009    | Torquay             | David Howell                  | Jovanka Houska                                 |
| 2010    | Canterbury          | Michael Adams                 | Jovanka Houska                                 |
| 2011    | Sheffield           | Michael Adams                 | Jovanka Houska                                 |
| 2012    | North Shields       | Gawain Jones                  | Jovanka Houska                                 |
| 2013    | Torquay             | David Howell                  | Sarah Hegarty                                  |
| 2014    | Aberystwyth         | David Howell Jonathan Hawkins | Amy B. Hoare                                   |
| 2015    | Coventry            | Jonathan Hawkins              | Akshaya Kalaiyalahan                           |
| 2016    | Bournemouth         | Michael Adams                 | Jovanka Houska                                 |
| 2017    | Llandudno           | Gawain Jones                  | Jovanka Houska                                 |
| 2018    | Hull                | Michael Adams                 | Jovanka Houska                                 |
| 2019    | Torquay             | Michael Adams                 | Jovanka Houska                                 |
| 2020    | Torquay             | nicht ausgetragen             | nicht ausgetragen                              |
| 2021    | Kingston upon Hull  | Nicholas Pert                 | Harriet Hunt                                   |
| 2022    | Torquay             | Harry Grieve                  | Lan Yao                                        |
| 2023    | Leicester           | Michael Adams                 | Lan Yao                                        |
| 2024    | Hull                | Gawain Jones                  | Lan Yao Trisha Kanyamarala                     |
| 2025    | Liverpool           | Michael Adams                 | Lan Yao Elmira Mirzoeva                        |